# Cheilanthes doniana
Cheilanthes doniana là một loài thực vật có mạch trong họ Adiantaceae. Loài này được (S.K. Wu) Fraser-Jenk. & Khullar miêu tả khoa học đầu tiên năm 1994.